# Erzsébet Heirits
Erzsébet Heirits – nach Heirat Erzsébet Jurik – (* 7. November 1938 in Cluj-Napoca) ist eine ehemalige ungarische Tischtennisspielerin, die in den 1960er Jahren zu den Besten in Europa gehörte und zweimal die Europameisterschaft gewann.

## Nationale Erfolge
Erzsébet Heirits spielte ab 1952 bei dem ungarischen Meister von 1954 Vasas Budapest, wechselte in der Saison 1957/58 zu Ferencváros Budapest und dann zu Budapest Vörös Meteor SK, mit dem sie 1959 die nationale Meisterschaft gewann. 1960 kehrte sie wieder zu Ferencváros Budapest zurück, mit dessen Damenmannschaft sie von 1965 bis 1967 dreimal in Folge ungarischer Meister wurde.
Bei den nationalen Individualmeisterschaften siegte sie viermal im Doppel, nämlich 1962 Imréné Kerekes, 1963 und 1965 mit Éva Kóczián sowie 1968 mit Beatrix Kisházi. 1982 erhielt sie ihre Trainerlizenz an der Semmelweis-Universität in Budapest.

## Internationale Erfolge
Von 1963 bis 1969 wurde Erzsébet Heirits für alle vier Weltmeisterschaften nominiert. Dabei gewann sie 1963 und 1967 mit der ungarischen Damenmannschaft Bronze. 1967 erreichte sie zudem im Doppel mit Éva Kóczián das Halbfinale.
1958, 1964, 1966 und 1968 nahm Heirits an Europameisterschaften teil. 1964 wurde sie im Einzel Zweite hinter Éva Földy, das Mixed mit János Faházi gewann Bronze und im Teamwettbewerb holte sie Silber. Zwei Jahre später wurde sie im Doppel mit Éva Kóczián und mit dem Team Europameister. Bei den Internationalen Deutschen Meisterschaften siegte sie 1962/63 im Mixed mit Zoltán Berczik.
In der ITTF-Weltrangliste wurde sie Mitte 1967 auf Platz sieben geführt. Nach 1969 trat sie international nicht mehr in Erscheinung.

## Turnierergebnisse
| Verband | Veranstaltung       | Jahr | Ort       | Land | Einzel        | Doppel        | Mixed         | Team |
| ------- | ------------------- | ---- | --------- | ---- | ------------- | ------------- | ------------- | ---- |
| HUN     | Europameisterschaft | 1968 | Lyon      | FRA  |               | Viertelfinale |               |      |
| HUN     | Europameisterschaft | 1966 | London    | ENG  | letzte 16     | Gold          | Viertelfinale | 1    |
| HUN     | Europameisterschaft | 1964 | Malmö     | SWE  | Silber        |               | Halbfinale    | 2    |
| HUN     | Weltmeisterschaft   | 1969 | München   | FRG  | letzte 64     | Viertelfinale | letzte 32     | 12   |
| HUN     | Weltmeisterschaft   | 1967 | Stockholm | SWE  | letzte 32     | Halbfinale    | letzte 32     | 3    |
| HUN     | Weltmeisterschaft   | 1965 | Ljubljana | YUG  | letzte 32     | letzte 32     | letzte 32     | 5    |
| HUN     | Weltmeisterschaft   | 1963 | Prag      | TCH  | Viertelfinale | Viertelfinale | letzte 64     | 3    |